# Regina Bastos
Regina Bastos este un om politic portughez, membru al Parlamentului European în perioada 1999-2004 din partea Portugaliei. 
1. ↑  Adunarea Republicii
2. 1 2  Deputații în Parlamentul European